# Henry Tindal
Hendrik Pieter (Henry) Tindal ('s-Gravenhage, 27 juni 1852 - Sint-Petersburg (Rusland), 31 januari 1902) was een Nederlands militair, ondernemer en oprichter van De Telegraaf.

## Familie
Tindal was een lid van de familie Tindal, zoon van majoor der cavalerie Jhr. Willem Frederik Tindal (1816-1882) en een kleinzoon van luitenant-generaal Ralph Dundas baron Tindal (1773-1834). Hij trouwde in 1885 met Jacoba Johanna van Hoey Smith (1848-1932) met wie hij een zoon en een dochter kreeg. Zijn zus jkvr. Maria Tindal (1849-1932); was getrouwd met Gerard Adriaan Heineken (1841-1893), de oprichter van Heineken (brouwerij).

## Leven en werk
Van 1869 volgde Tindal een opleiding aan de Koninklijke Militaire Academie te Breda waarna hij als tweede luitenant naar Atjeh vertrok; in 1875 werd hij benoemd tot ridder in de Militaire Willems-Orde en in 1883 verliet hij de militaire dienst in de rang van kapitein. Daarbij publiceerde hij over verschillende onderwerpen maar vooral over militaire en buitenlandse zaken. In 1890 baarde een stuk in De Amsterdammer van zijn hand opzien omdat hij daarin meende dat koning Willem III niet meer in staat zou zijn te regeren. In de jaren 1891 en 1892 bemoeide hij zich opnieuw met het koningshuis toen hij koningin-regentes Emma bekritiseerde in de zogenaamde adjudantenkwestie en beweerde dat zij meer naar haar adjudanten dan naar ministers luisterde.
In 1893 richtte hij het ochtendblad De Telegraaf op nadat hij zich enkele jaren eerder al in het krantenbedrijf had gewaagd door een meerderheidsbelang in het dagblad De Amsterdammer te verwerven. Na enige jaren raakte hij in financiële problemen en werd hij in 1901 failliet verklaard. In 1902 overleed hij in het buitenland toen hij daar een waterzuiveringsinstallatie (op basis van ozon) wilde verkopen.